# 1992 في تشيلي
فيما يلي قوائم الأحداث التي وقعت خلال عام 1992 في تشيلي.

## سياسة

### انتهاء فترة المنصب
- 28 سبتمبر – ريكاردو لاغوس وزير التربية ‏.

## رياضة
- 1 يناير – الدوري التشيلي لكرة القدم 1992 الفائز نادي كوبريلوا.
- 1 يناير – بطولة أمريكا الجنوبية لألعاب القوى للشباب 1992

## مواليد

### يناير
- 2 يناير – باربرا مونيوث لاعبة كرة قدم تشيلية.[1]
- 12 يناير – ناتاليا كامبوس لاعبة كرة قدم تشيلية.[2]
- 16 يناير – بابلو كورال لاعب كرة قدم تشيلي.[3]
- 18 يناير – إستيبان ساليناس
- 27 يناير – فابيان سافيدرا لاعب كرة قدم تشيلي.[4]
- 28 يناير – بييرو كامبوس لاعب كرة قدم تشيلي.[5]

### فبراير
- 9 فبراير – خوان غوميز ميدينا لاعب كرة قدم تشيلي.
- 12 فبراير – كارلا مونيوث
- 14 فبراير – فرناندا بريتو لاعبة كرة مضرب تشيلية.
- 22 فبراير – إديسون برافو دراج تشيلي.
- 26 فبراير – فرانك فرنانديز لاعب كرة قدم تشيلي.[6]

### مارس
- 4 مارس – فيليبي ريوس
- 17 مارس – ليوناردو فيغيروا لاعب كرة قدم تشيلي.
- 18 مارس – كيكا سيلفا

### أبريل
- 14 أبريل – ألفارو راموس لاعب كرة قدم تشيلي.[7]
- 15 أبريل – هيكتور نونيز لاعب كرة قدم باراغواياني.[8]
- 18 أبريل – سباستيان سيسبيدز لاعب كرة قدم تشيلي.[9]

### مايو
- 16 مايو – ماتياس حذوة لاعب كرة قدم تشيلي.[10]
- 21 مايو – أليسيا رودريغيز ممثلة تشيلية.[11]
- 26 مايو – جوناتان كانتيانا لاعب كرة قدم تشيلي.[12]

### يونيو
- 5 يونيو – كاميلو بينيا لاعب كرة قدم تشيلي.
- 19 يونيو – كلاوديو سيبولفيدا لاعب كرة قدم تشيلي.[13]
- 25 يونيو – فابيان نونيز كورتيس لاعب كرة قدم تشيلي.[14]
- 26 يونيو – ريتشارد كاتريليو[15]

### يوليو
- 1 يوليو – سباستيان سيبالوس
- 1 يوليو – لويس كازانوفا لاعب كرة قدم تشيلي.[16]
- 31 يوليو – دييغو توريس لاعب كرة قدم تشيلي.

### أغسطس
- 4 أغسطس – فرانسيسكو سالازار
- 11 أغسطس – حزقيال بابلو كاراسكو لاعب كرة قدم تشيلي.[17]
- 16 أغسطس – إنزو روكو لاعب كرة قدم تشيلي.[18]
- 17 أغسطس – خواكين مونيوث لاعب كرة قدم تشيلي.

### سبتمبر
- 24 سبتمبر – ألفارو لوبيز لاعب كرة قدم تشيلي.[19]
- 28 سبتمبر – ستيفانو غاليندو لاعب كرة قدم تشيلي.[20]

### أكتوبر
- 6 أكتوبر – باولو راميريز مغني تشيلي.
- 30 أكتوبر – كاميلا سيلفا لاعبة كرة مضرب تشيلية.

### نوفمبر
- 15 نوفمبر – دانييلا سيغيل لاعبة كرة مضرب تشيلية.

### ديسمبر
- 17 ديسمبر – إستيبان بوستوس لاعب خماسي حديث تشيلي.
- 26 ديسمبر – سيسيليا كوستا ميلغار لاعبة كرة مضرب تشيلية.

## وفيات

### يناير
- 1 يناير – سيزار باروس (مواليد 1912) مبارز بالسيف تشيلي.[21]

### مايو
- 5 مايو – ألفونسو الكالدي (مواليد 1921) صحفي تشيلي.[22]

### سبتمبر
- 18 سبتمبر – هربرت دبليو. سبنسر (مواليد 1905) ملحن تشيلي.